# Марк Мозес
 Марк Мозес (Мойсей англ Все, .. 24 лютого 1958 року, в  Нью-Йорк, США) — американський актор, відомий за роллю Пола Янга в серіалі «Відчайдушні домогосподарки» і Германа Філліпса в серіалі «Божевільні».

## Життя і кар'єра
Мозес народився в Нью-Йорку. Він брат актора і співака Берка Мозеса.
Мозес з'явився в ряді фільмів Олівера Стоуна, таких як «Взвод», «Дорз» і «Народжений четвертого липня».
Як характерний актор, який бере участь у різноманітних проектах, включаючи «Будинок великої матусі 2» (2006), «Взвод» (1986) і «Зоряний шлях: Вояджер» (1999), Мозес завжди був надійним наймачем і жодного разу не грав негативних героїв.
Ситуація змінилася у 2004 році, коли Мозес виконав роль Пола Янга в хіті каналу ABC, серіалі «Відчайдушні домогосподарки» (2004-2007). Як стурбований самогубством дружини Мері Еліс, Мозес зіграв ключову роль у головної таємниці нового серіалу.
У даний час грає Германа Філліпса в серіалі «Божевільні».
У 2006 році в Бродвейському театрі зіграв головного героя в п'єсі «Берлі Греймс».
Мозес в даний час проживає в Лос-Анджелесі разом зі своєю дружиною Енні Лярусс і двома синами. У 2008 році зіграв епізодичну роль у фільмі «На тверезу голову» з Кевіном Костнером у головній ролі.
У 2010 році Мозес повернувся в «Відчайдушні домогосподарки» і зіграв роль Пола Янга у фіналі шостого сезону як запрошений актор. Починаючи з сьомого сезону став регулярно з'являтися.

## Фільмографія

### Фільми
Народжений четвертого липня
| Рік  | Назва                   | Роль                   | Примітки |
| ---- | ----------------------- | ---------------------- | -------- |
| 1986 | Взвод                   | лейтенант Вольф        |          |
| 1987 | Той, хто мене береже    | Уэйн Хокингс           |          |
| 1989 |                         | доктор                 |          |
| 1990 | Голівудське горе        | Ренді Дерринджер /Еббі |          |
| 1990 | Мертвий чоловік не здох | Джордан                | Хольцман |
| 1993 | Геттисберг              | сержант Оуен           |          |
| 1997 | Дорз                    | Хльцман                |          |
| 1998 | Зіткнення з безоднею    |                        |          |
| 1999 | Один герой              | Бентон Лейси           |          |
| 2001 | Погоня до зірок         | Алан Шепард            |          |
| 2002 | Червоний дракон         | батько на відео        |          |
| 2004 | Незабутній фільм        | Джонатан Кліфтон       |          |
| 2004 | Після заходу сонця      | агент ФБР Лакерс       |          |
| 2005 | Якщо свекр монстр       | чоловік у кав'ярні     |          |
| 2006 | Письма с Иводзимы       | американський офіцер   |          |
| 2006 | Дом большой мамочки 2   | Том Фуллер             |          |
| 2006 | Два білети в рай        | батько футболіста      |          |
| 2008 | На трезвую голову       | генеральний прокурор   |          |
| 2009 | Носії                   | доктор                 |          |
| 2009 | Крижаний смерч          | Чарлі                  |          |

### Телебачення
| Год                 | Название                            | Роль                           | Примечания |
| ------------------- | ----------------------------------- | ------------------------------ | --- |
| 1985                | Север и Юг                          | юный Грант                     | |
| 1986                | Семейные узы                        | Рик Алберт                     | |
| 1988                | Шпион                               | Том Адамс                      | |
| 1990                | Золотые девочки                     | Дэвид                          | |
| 1990                | Великий                             | Ричард Пейтон                  | |
| 1990                | Матлок                              | Дональд                        | |
| 1990                | Тайны отца Даулинга                 |                                | |
| 1991                | Город империи                       |                                | |
| 1994                | Шёлковые сети                       | Пол                            | |
| 1994                | Комиссар                            | Стюарт                         | |
| 1994                | Шоу Джорджа Карлина                 | Брэд                           | |
| 1994—1995           | Диагноз: Убийство                   | Робин Уэстлин                  | |
| 1995                | Пятая сторона                       | Бен Аткинс                     | |
| 1995                | Мистер Бьюкеннен                    | преподобный Чарльз             | |
| 1995                | Одинокий парень                     | Метт Паркер                    | |
| 1995                | Команда                             | Джейк                          | |
| 1997                | Грубый наездник                     | Кейн                           | |
| 1998                | Надежда Чикаго                      | Рон гринфилд                   | |
| 1999                | Золотые крылья Пенсаколы            | агент Марголис                 | |
| 1999                | Семейный закон                      |                                | |
| 1999                | Прикосновение ангела                | Сет                            | |
| 1999                | Звёздный путь: Вояджер              | Нароку                         | |
| 1999                | Это как, Вы знаете…                 | Фред Сведлоу                   | |
| 2000                | Справедливая Эми                    | Марк Прюитт                    | |
| 2000                | Военно-юридическая служба           | Дик Карсон                     | |
| 2000                | Вне веры: миф или реальность        | Фрэнк, автор мистической книги | |
| 2000                | C.S.I.: Место преступления          | Скотт Шелтон                   | |
| 2001                | Джеймс Ден                          | Дик Клейтон                    | |
| 2001                | Звёздный путь: Энтерпрайз           | Генри Арчер                    | |
| 2001—2002           | Элли Макбил                         | ассистент                      | |
| 2002                | Моя жизнь                           |                                | |
| 2002                | Провидение                          |                                | |
| 2002                | Военный городок                     | Нэйтан                         | |
| 2002                | Бумтаун                             | Дон                            | |
| 2003                | Практика                            | Генри Уилсон                   | |
| 2003                | Скорая помощь                       | мистер Маркс                   | |
| 2003                | 7 небеса                            | мистер Смит                    | |
| 2004                | Малкольм в центре внимания          | Ричард                         | |
| 2004                | Лас-Вегас                           | доктор Майлс Маркс             | |
| 2004—2007 2010—2011 | Отчаянные домохозяйки               | Пол Янг                        | Премия Гильдии киноактёров США за лучший актёрский состав в комедийном сериале (2005) Премия Гильдии киноактёров США за лучший актёрский состав в комедийном сериале (2006) |
| 2007                | Холм                                | Сенатор Роджерс                | |
| 2007                | Бесследно                           | Роб Дарси                      | |
| 2007—2008           | Юристы Бостона                      | Джордж Макдугал                | |
| 2007—2009           | Безумцы                             | Герман Филлипс                 | Премия Гильдии киноактёров США за лучший актёрский состав в драматическом сериале (2009)                                                                                    |
| 2008                | Закон и порядок: Специальный корпус | Джеймс Грелл                   | |
| 2009                | Ледяной торнадо                     | Чарли Прайс                    | |
| 2009                | Говорящая с призраками              | Доктор Форрест Морган          | |
| 2009                | Касл                                | Блейк Уэллсли                  | |
| 2010                | Живая мишень                        | Холлис                         | |
| 2010                | C.S.I.: Место преступления Майами   | Чак Уилльямс                   | |
| 2013-2016           | Последний корабль                   | Миченер                        | |